# Cianfotta salernitana
La cianfotta salernitana, o ciambota, è una pietanza tipica di Salerno e di tutta la sua provincia, in particolare modo del Cilento. Infatti, è anche chiamata "ciambotta cilentana".

## Descrizione
Nasce come piatto povero ed è solitamente preparato con aglio, melanzane, zucchine, patate, fiori di zucca e peperoni. Solitamente si accompagna con pane a tozzetti; tuttavia gli ingredienti possono variare da zona a zona o dai semplici gusti di chi la prepara. Gli ingredienti vanno fritti separatamente, per poi essere uniti in padella e saltati per qualche minuto. Una variante alla classica cianfotta, utilizzata maggiormente nel Cilento, consiste nell'aggiunta di pomodorini.